# Valgarðr á Velli
Valgarðr á Velli o Valg fue un escaldo de origen incierto aunque presuntamente se le considera islandés, activo en el siglo XI, presente en Skáldatal y que estuvo al servicio de la corte del rey Harald Hardrada de Noruega. Se ha preservado buena parte de su obra, sobre todo versos de alabanza para ensalzar el reinado de Harald III en Fagrskinna (estrofas completas) y Skáldskaparmál (medias estrofas). Según Finnur Jónnson su origen islandés se puede rastrear por su nombre y apodo hasta una granja al sur de la isla, en la región de Rangárvallasýsla y para ser más precisos como miembro del clan familiar de Mord Sighvatsson. De su obra se desprende que desarrolló un estilo muy vivo, resaltando aspectos individuales.
El contenido de sus poemas se puede resumir en las aventuras del rey Harald en Sicilia, su regreso a Noruega desde Gardariki con Ellisif la hija del rey Yaroslav en 1045, así como las incursiones en Skåne, así como batallas y hazañas en Dinamarca. 